# Prinsengracht 663
Prinsengracht 663 te Amsterdam is een hoekgebouw aan de Prinsengracht en Molenpad in Amsterdam-Centrum.

## Prinsengracht
De Prinsengracht werd in gedeelten aangelegd en volgebouwd in de 17e eeuw. De stad Amsterdam was toen het Singel overgestoken en voordat de Jordaan werd gebouwd, was het de buitengrens van bebouwing. Die historie houdt dan ook in dat de oorspronkelijke bebouwing (grotendeels) is afgebroken dan wel afgebrand om plaats te maken voor nieuwbouw, waarbij soms deze cyclus weer herhaald werd. Huisnummer 625 is gesitueerd aan de oostelijke gevelwand tussen de Runstraat en Leidsegracht.

## Gebouw
Het gebouw werd op 8 september 1970 opgenomen in het rijksmonumentenregister (4367). Het heeft daar de omschrijving:
  Hoekhuis (17e eeuw). Bovenste helft voor- en zijgevel 19e eeuw. Voorgevel onder rechte lijst, evenals deuromlijsting  (eerste kwart 19e eeuw); twee lelieankers
Het gebouw had en heeft de vorm van een taartpunt. Gracht en pad kruisen elkaar in een hoek van minder dan 90 graden. Had en heeft, want die kruising is eeuwenoud, maar het gebouw dat er staat stamt uit 1971/1972. Het oude gebouw werd in die jaren tot op de grond toe afgebroken om plaats te maken voor een nieuw gebouw. Architect Anton van Es (1937) ontwierp een historiserend gebouw; het oude uiterlijk werd opnieuw opgebouwd met nieuwe inrichting. 
Prinsengracht 663 begint met een afgesloten souterrain. Voor dat souterrain is het bordes geplaatst dat haaks op de gracht leidt naar een enkele toegangsdeur onder een bovenlicht met snijraam. Boven de beletage volgen nog vijf woonverdiepingen; Het geheel wordt afgesloten met een rechte daklijst waarin de hijsbalk is verwerkt. De lelieankers zijn te vinden naast de toegangsdeur. De gevel wordt ontsierd door omhulsels voor kabels. De hoek naar het Molenpad is bijzonder afgeschuind; onderaan op straatniveau is die afschuining gering maar verwijdt naar boven toe om over de volle diepte van de daklijst uit te komen.  
Molenpad 22-28 volgt in een onafgebroken gevellijn. Het gebouw kent geen souterrain (want behoort tot Prinsengracht 663); onder het bordes (hier langs de gevel) si een pothuisconstructie neergezet. Het bordes leidt naar een toegangsdeur die ongeveer gelijk is aan de ingang Prinsengracht 663. Boven die beletage zijn hier vier verdiepingen gezet. Er volgt nog wel een zolderetage met  dakkapel met hijsbalk. Vanuit het oude ontwerp kwam een groot oppervlak aan baksteen mee, waarvan het onderste deel steevast geplaagd wordt door graffiti.